# 貲虜
赀虏，亦叫阿赀虏。魏晋杂胡称呼。
赀虏原是匈奴对奴婢的称呼。白鸟库吉考证今通古斯语族之Gold语、Olea语中仍呼从仆、同伴为ze，“虏”则为汉人对匈奴人的称呼。“赀虏”一词实为汉匈混合语。建武年间，匈奴降汉后，原为匈奴俘虏为奴婢的民族多亡匿于河西走廊北部金城郡、武威郡、酒泉郡北黑水、西河东西，畜牧逐水草，掠夺凉州，部落有数万。其内部组成较为复杂，有西域胡，有丁令，也与羌杂处。魏晋十六国时期，称呼游牧于河西走廊北面由多种民族成员组合成的鲜卑化部落。在河西走廊及陇西一带的赀虏，分别被北凉、西秦所统治。十六国南北朝时西北诸族对吐谷浑之蔑称为阿赀虏，又叫“阿柴虏”。